# Katafalk

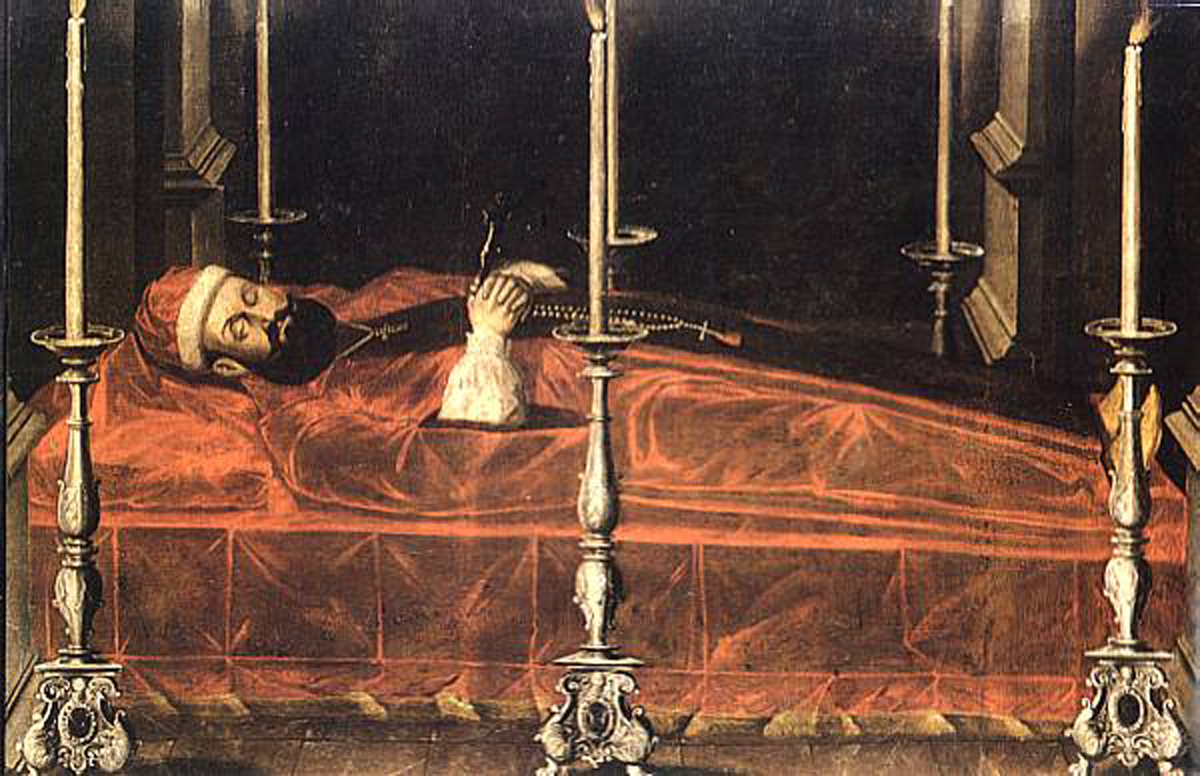
Katafalk für den polnischen Staatsmann Krzysztof Opaliński, 1655

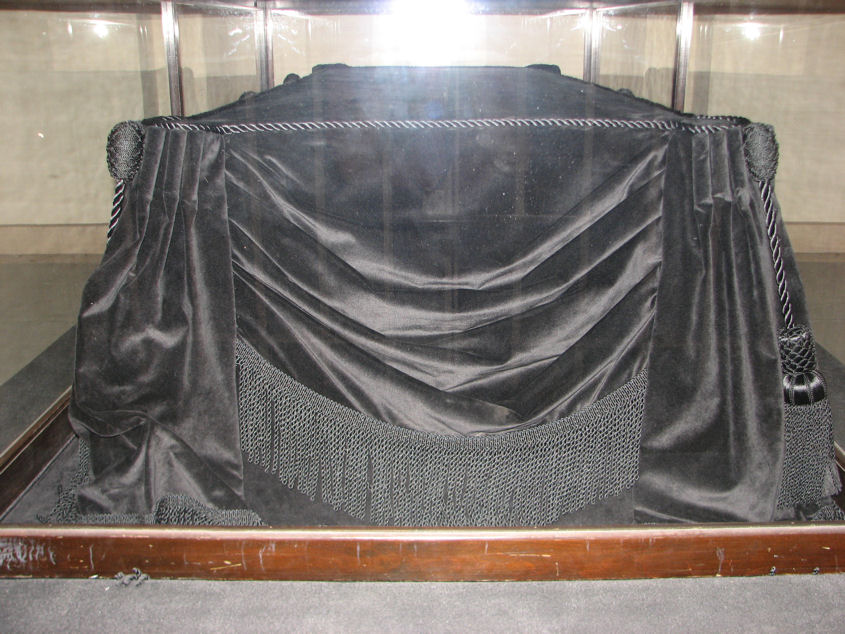
Der Lincoln-Katafalk im Kapitol (Washington), 1865

Als Katafalk (masc., Pl. Katafalke; aus bedeutungsgleich italienisch catafalco) wird das in der Regel besonders gestaltete Gerüst oder Gestell zur Aufbahrung von Verstorbenen im Rahmen einer öffentlichen Verehrung oder während der Trauerfeier bezeichnet. Auf dem Katafalk ruht der Tote entweder auf Kissen oder Decken gebettet, auf einer Bahre oder im offenen oder geschlossenen Sarg. Da er bei offener Darstellung wie schlafend auf dem Rücken liegt, wird für den Katafalk teilweise der Begriff Schaubett verwendet, besonders wenn der Katafalk bettartig gestaltet ist (Kissen, Baldachin usw.). Paradebett kommt als Bezeichnung für einen Katafalk ebenfalls vor, wird aber meist für Prunkbetten von Herrschern verwendet, die z. B. beim Lever et Coucher eine Rolle spielten.

## Etymologie
Die Herkunft des Wortes wird unterschiedlich erklärt. Der Duden führt es auf eine Eindeutschung des italienischen catafalco zurück, die sich aus den lateinischen Wörtern catasta (deutsch: Gerüst) und fala (deutsch: hohes Gerüst) entwickelt habe. Grimms Wörterbuch weist jedoch darauf hin, dass der zweite Wortbestandteil falco über das italienische palco aus dem althochdeutschen palcho, analog Balkon, entwickelt wurde.

## Geschichte

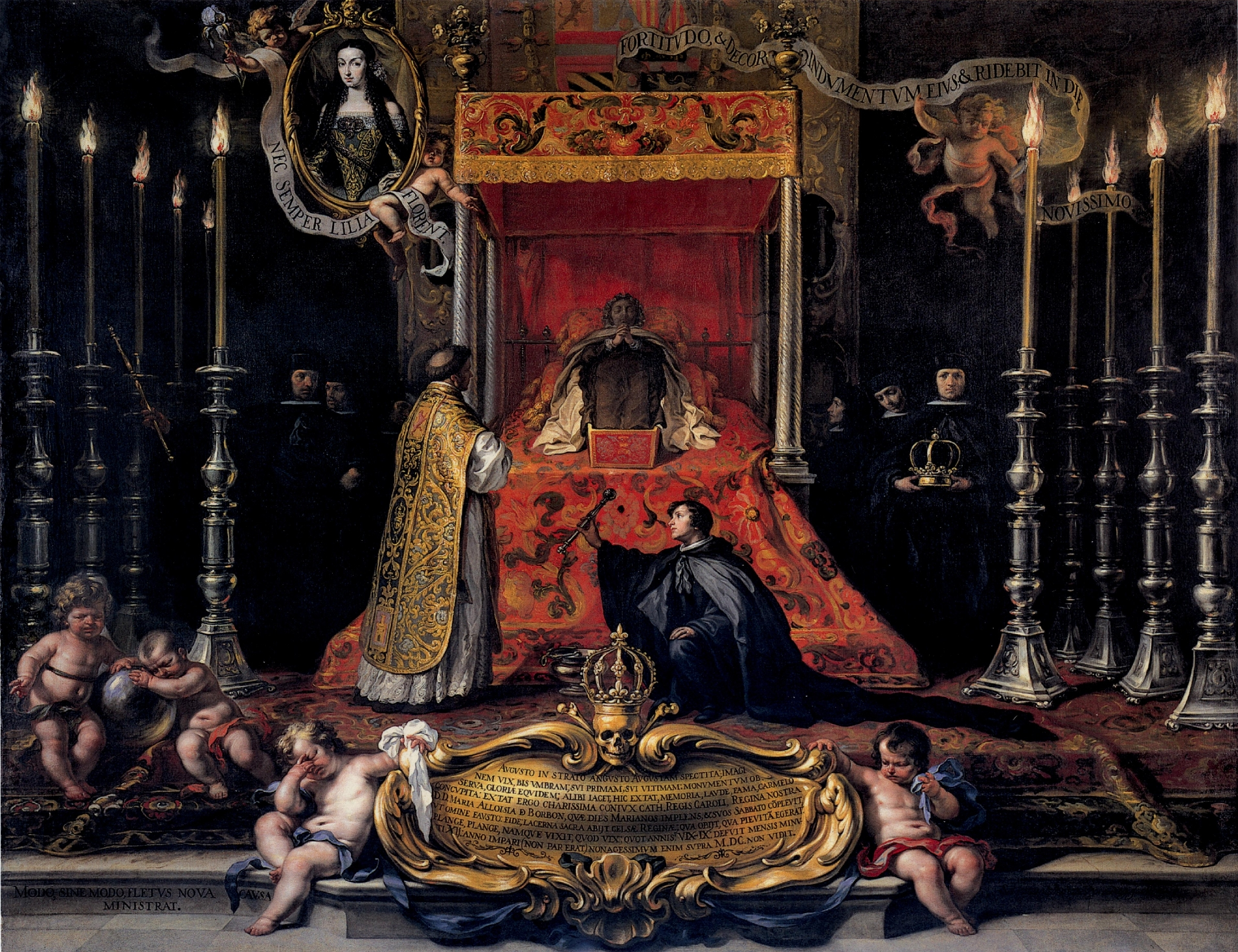
Aufbahrung von Marie Louise d’Orléans, 1689

Bereits bei den Römern war es üblich, Verstorbene auf einer lectus funebris genannten Bahre mehrere Tage vor der Bestattung aufzubahren, die erhöht gestellt und – vor allem mit Blumen – geschmückt war. Die Bahre wurde dann auch zum Transport an die Begräbnisstätte genutzt.
Später war der Sarg eines römisch-katholischen Würdenträgers während seiner Exequien entsprechend aufgebahrt.
Bereits in der Frühen Neuzeit orientierten sich die Bürger bei der Durchführung von Bestattungen an den Vorbildern der Landesherren, Fürsten und Adeligen. Diese stellten verstorbene Familienmitglieder in der Regel mehrere Tage lang auf einem eigens errichteten und „Paradebett“ genannten Katafalk zur Schau. Für Fürstenbegräbnisse wurde in – christlichen – Sakralbauten, zumeist Kirchen, eine aufwendige Festarchitektur geschaffen, das sogenannte „Trauergerüst“, auch „castrum doloris“ genannt. An den anschließenden Trauerzügen nahmen Abordnungen des Adels sowie Repräsentanten der Städte teil, bevor der Leichnam schließlich in einem Prunksarg entweder in einer Gruft oder einem Mausoleum beigesetzt wurde.
In der ehemaligen Residenzstadt Hannover haben sich aus verschiedenen Zeiten Leichenpredigten mit Kupferstichen erhalten, die bis heute Auskunft über den jeweils betriebenen Aufwand geben, beispielsweise für den 1679 verstorbenen Herzog Johann Friedrich, seinen 1698 ebenfalls in Hannover bestatteten Bruder und Regenten des Kurfürstentums Braunschweig-Lüneburg Ernst August oder den 1705 in Celle verstorbenen Herzog Georg Wilhelm. Der Aufwand der Bestattungen diente einerseits der Ehrung der Verstorbenen, andererseits aber auch der Selbstdarstellung ihrer Nachfolger.

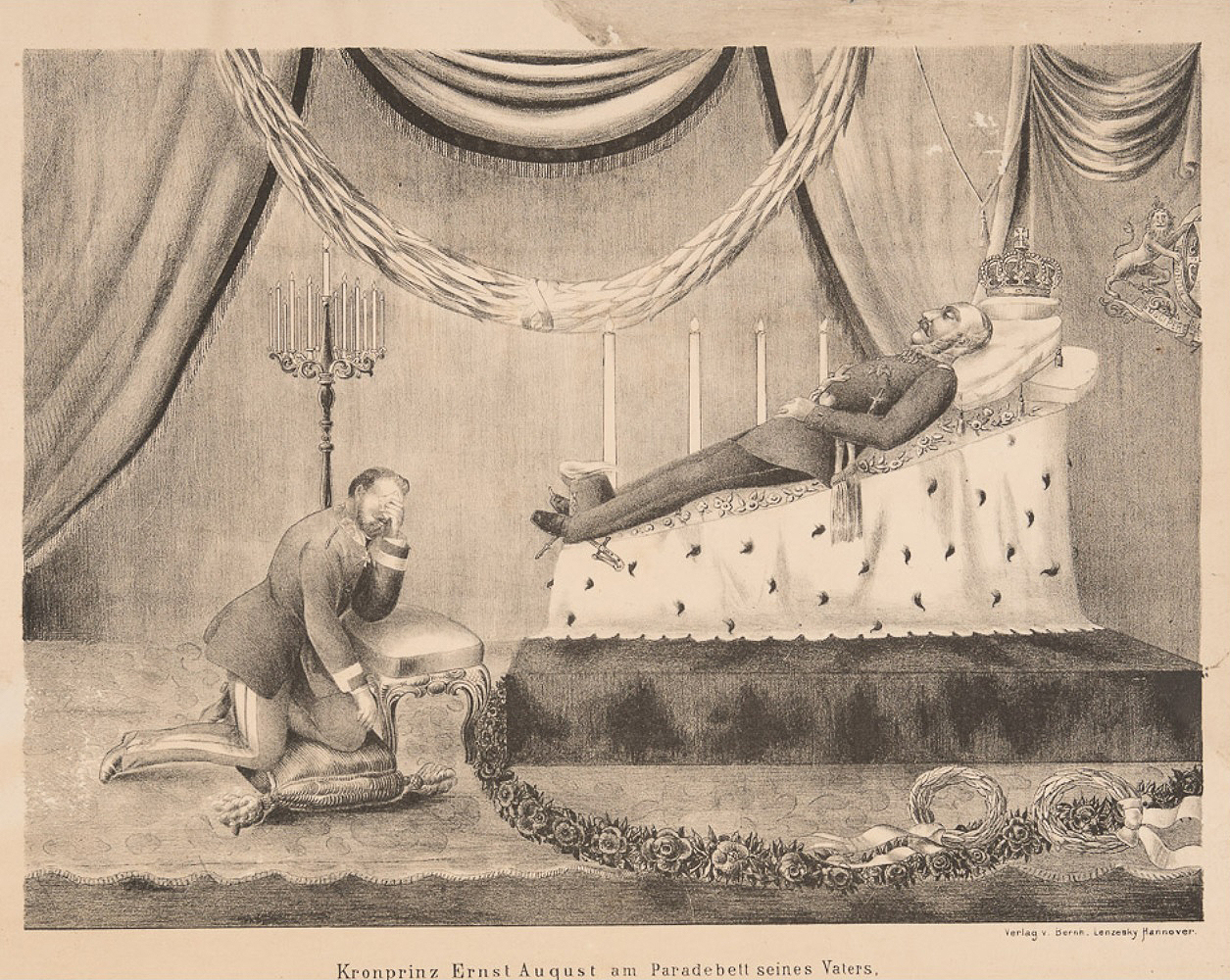
„Kronprinz Ernst August am Paradebett seines Vaters / König Georg V.“;
1878 in Windsor, Lithographie im Verlag von Bernhard Lenzesky, Hannover

König Ernst August ließ für seine 1841 verstorbene Ehefrau Friederike in der hannoverschen Schlosskirche ein Trauergerüst aufbauen. Eine im Jahr 1878 gefertigte Lithografie zeigte den trauernden Kronprinzen Ernst August von Hannover kniend vor dem Paradebett von König Georg V. Diese Darstellung diente auch dem Zweck, „Anteilnahme für die von Preußen aus Hannover vertriebenen Welfen zu erwecken.“

## Beispiele
Der bedeutendste italienische Katafalk war der 1564 für Michelangelo von seinen Freunden geschaffene Katafalk. Eine in der Renaissance und im Barock bei Prominenten zum Schutz und zur Begleitung ihres Katafalks errichtete hoch und kunstvoll dekorierte Trauerkapelle heißt Castrum doloris.
Auf dem Gelände des ehemaligen KZ Hinzert befindet sich eine Dokumentationsstätte mit Katafalk. 